# John Byng

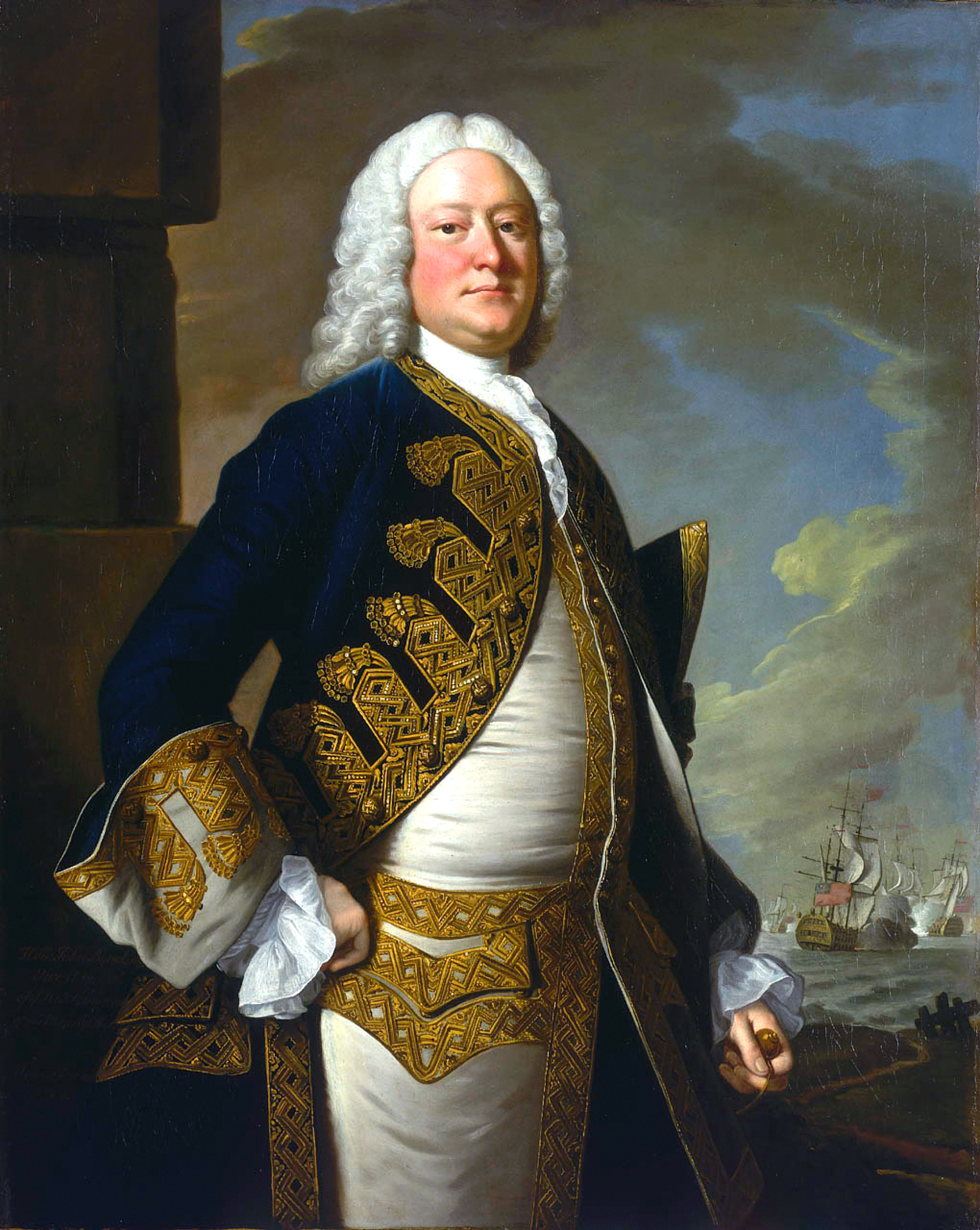
Admiral The Hon. John Byng, Gemälde von Thomas Hudson, 1749

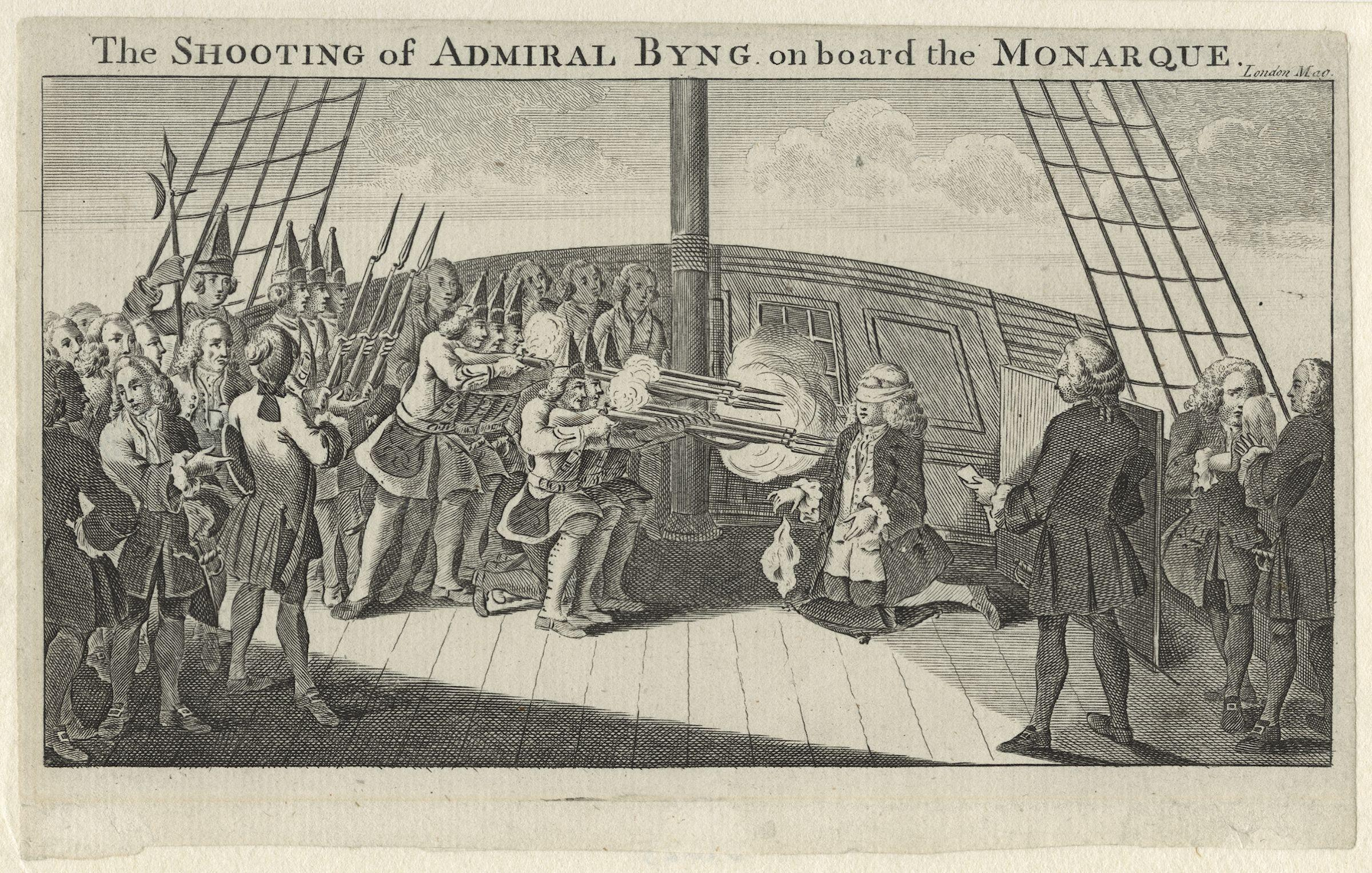
Erschießung des Admirals Byng

Hon. John Byng (* 1704, getauft in Southill, Bedfordshire, 29. Oktober 1704; † 14. März 1757 in Portsmouth) war ein britischer Admiral und Politiker.

## Leben
John Byng war ein jüngerer Sohn des Admirals George Byng, 1. Viscount Torrington und trat 1718 in die britische Marine ein, wobei er zunächst im Mittelmeer stationiert war. 1724 wurde er Lieutenant, 1727 Captain der Fregatte Gibraltar. 1742 wurde er Gouverneur von Neufundland, wobei er vergeblich gegen monopolistische Handelspraktiken ortsansässiger Kaufleute vorzugehen versuchte. Im August 1745 wurde er Rear-Admiral und kommandierte eine Flottille vor Schottland, die von See aus Nachschub und Verstärkung für den jakobitischen Aufstand unter Charles Edward Stuart unterbinden sollte. 1747 wurde er Vice-Admiral und wieder im Mittelmeer stationiert. 1751 bis 1754 war er als Abgeordneter für Rochester Mitglied des House of Commons.
1756 wurde er zum Admiral befördert und zur Baleareninsel Menorca ausgesandt, um mit unzureichenden Kräften die Insel und insbesondere das Castillo de San Felipe de Menorca, als Auftakt des Siebenjährigen Krieges, gegen die Franzosen zu verteidigen, die aber inzwischen unter Führung des Herzogs von Richelieu mit 15.000 Mann schon gelandet waren und das Fort belagerten. Bei der Seeschlacht von Menorca am 20. Mai 1756 mit einem etwa gleich starken französischen Geschwader unter dem Marquis de la Galissonière erlitt Byng eine Niederlage. Seine führenden Schiffe wurden, als er in Linie angriff, schwer beschädigt, während die Franzosen mit geringen Verlusten durchbrachen. Die Schlacht war Byngs erstes Kommando in einem Seegefecht, und auch als Captain hatte er bis dahin wenig Erfahrung auf diesem Feld vorzuweisen. Einen Vorschlag eines seiner Offiziere, die Linie zu verlassen, um mehr seiner Schiffe am Gegner zu engagieren, lehnte er ab, da ein ähnliches Vorgehen 1744 bei der Schlacht von Toulon Admiral Peter Mathews das Kommando gekostet und für einige seiner Offiziere Kriegsgerichtsverfahren nach sich gezogen hatte.
Byng blieb noch einige Tage vor Menorca, konnte aber keine Verbindung zum belagerten Fort aufnehmen und beschloss, sich nach Gibraltar zurückziehen, um seine beschädigten Schiffe reparieren zu lassen. Dort wurde er jedoch seines Kommandos enthoben. Menorca fiel kurz darauf in die Hände der Franzosen, was in Großbritannien öffentliche Empörung auslöste. Der Premierminister, Thomas Pelham-Holles, erklärte öffentlich, Byng anklagen und sofort darauf hängen zu wollen. Byng wurde vor ein Kriegsgericht gestellt, das im Dezember 1756 und Januar 1757 verhandelte. Er wurde mehrerer Vergehen angeklagt, unter anderem der Feigheit. Übrig blieb schließlich nur eine Verurteilung wegen Nichteinhalten der Fighting Instructions, wegen dessen er zum Tode verurteilt wurde. Am 14. März 1757 wurde er in Portsmouth auf der Monarch erschossen. Die Entscheidung war umstritten, und mehrere bekannte Persönlichkeiten wie Horace Walpole und auch William Pitt der Ältere setzten sich für eine Begnadigung ein, eine Empfehlung, die auch das Kriegsgericht selbst einstimmig ausgesprochen hatte. Es wurde auch der Verdacht geäußert, dass die Admiralität und die Regierung mit dem Urteil von eigenen Versäumnissen ablenken wollten.
Das Urteil wurde in der Folge als warnendes Beispiel für Admiräle der Royal Navy verstanden, unbedingten Einsatz im Kriegsfall zu zeigen. Voltaire drückte das in seiner Novelle Candide oder der Optimismus aus: die Engländer fänden es von Zeit zu Zeit nötig, einen Admiral zu erschießen, um die anderen zu ermutigen (pour encourager les autres).
Byng wurde in Southill begraben. Noch 2007 bemühten sich seine Nachfahren vergeblich beim britischen Verteidigungsministerium um eine Revision.